# Copa del Rey de voleibol 2025
La LXXV edición de la Copa de S.M. el Rey de voleibol tuvo lugar en el Pabellón Siglo XXI de Zaragoza entre el 20 y el 23 de febrero de 2025. La final, que tuvo lugar el domingo 23 de febrero, enfrentó al Conectabalear CV Manacor y al Club Voleibol Guaguas. El Club Voleibol Guaguas se llevó la victoria por tres sets a uno y suma así su tercera Copa del Rey.

## Sistema de competición
La primera fase se lleva a cabo durante la primera ronda de la liga regular de la Superliga. Los 8 equipos con mayor número de puntos se clasifican para disputar dicha competición (este año no hay plaza por equipo organizador). Los cruces de cuartos de final se determinan por la clasificación final de esa primera vuelta.
Una vez dentro, los equipos se citan para alcanzar una posición en las semifinales y luego los equipos se enfrentan para conocer quien estará en la final. Un último partido donde el vencedor, se proclamará campeón de la competición oficial.
Los cuartos de final se disputarán el jueves 20 y el viernes 21 y las semifinales el sábado 22. La gran final por ver quién sucede al Club Voleibol Guaguas como campeón de la Copa del Rey se llevará a cabo el domingo 23 de febrero.

## Equipos participantes
Equipos de esta edición:
- Club Voleibol Guaguas
- Conectabalear CV Manacor
- UPV Léleman Conqueridor Valencia
- Grupo Herce Soria Voleibol
- CV Melilla
- Unicaja Costa De Almería
- Pamesa Teruel Vb
- Cisneros Alter Tenerife

## Cuadro de la Copa
|  | Cuartos de final | Cuartos de final                 | Cuartos de final | Cuartos de final         | Cuartos de final | Cuartos de final | Cuartos de final |                            |                          | Semifinales | Semifinales | Semifinales | Semifinales | Semifinales | Semifinales | Semifinales |   |                          | Final | Final | Final | Final | Final | Final | Final |  |
|  |                  |                                  |                  |                          |                  |                  |                  |                            |                          |             |             |             |             |             |             |             |   |                          |       |       |       |       |       |       |       |  |
|  |                  |                                  |                  |                          |                  |                  |                  |                            |                          |             |             |             |             |             |             |             |   |                          |       |       |       |       |       |       |       |  |
|  | 1                | UPV Léleman Conqueridor Valencia | 17               | 25                       | 22               | 22               |                  |                            |                          |             |             |             |             |             |             |             |   |                          |       |       |       |       |       |       |       |  |
|  | 1                | UPV Léleman Conqueridor Valencia | 17               | 25                       | 22               | 22               |                  |                            |                          |             |             |             |             |             |             |             |   |                          |       |       |       |       |       |       |       |  |
|  | 3                | Unicaja Costa De Almería         | 25               | 22                       | 25               | 25               |                  |                            |                          |             |             |             |             |             |             |             |   |                          |       |       |       |       |       |       |       |  |
|  | 3                | Unicaja Costa De Almería         | 25               | 22                       | 25               | 25               |                  | 0                          | Unicaja Costa De Almería | 21          | 22          | 20          |             |             |             |             |   |                          |       |       |       |       |       |       |       |  |
|  |                  |                                  |                  |                          |                  |                  |                  | 0                          | Unicaja Costa De Almería | 21          | 22          | 20          |             |             |             |             |   |                          |       |       |       |       |       |       |       |  |
|  |                  |                                  | 3                | Conectabalear CV Manacor | 25               | 25               | 25               |                            |                          |             |             |             |             |             |             |             |   |                          |       |       |       |       |       |       |       |  |
|  | 3                | Conectabalear CV Manacor         | 3                | Conectabalear CV Manacor | 25               | 25               | 25               | 20                         | 25                       | 25          | 25          |             |             |             |             |             |   |                          |       |       |       |       |       |       |       |  |
|  | 3                | Conectabalear CV Manacor         |                  |                          |                  |                  |                  |                            |                          |             |             |             |             |             |             |             |   |                          |       |       |       |       |       |       |       |  |
|  | 1                | Pamesa Teruel Voleibol           | 25               | 16                       | 19               | 19               |                  |                            |                          |             |             |             |             |             |             |             |   |                          |       |       |       |       |       |       |       |  |
|  | 1                | Pamesa Teruel Voleibol           | 25               | 16                       | 19               | 19               |                  |                            |                          |             |             |             |             |             |             |             | 1 | Conectabalear CV Manacor | 15    | 18    | 25    | 23    |       |       |       |  |
|  |                  |                                  |                  |                          |                  |                  |                  |                            |                          |             |             |             |             |             |             |             | 1 | Conectabalear CV Manacor | 15    | 18    | 25    | 23    |       |       |       |  |
|  |                  |                                  | 3                | Club Voleibol Guaguas    | 25               | 25               | 23               | 25                         |                          |             |             |             |             |             |             |             |   |                          |       |       |       |       |       |       |       |  |
|  | 3                | Grupo Herce Soria Voleibol       | 3                | Club Voleibol Guaguas    | 25               | 25               | 23               | 25                         | 31                       | 25          | 25          |             |             |             |             |             |   |                          |       |       |       |       |       |       |       |  |
|  | 3                | Grupo Herce Soria Voleibol       |                  |                          |                  |                  |                  |                            |                          |             |             |             |             |             |             |             |   |                          |       |       |       |       |       |       |       |  |
|  | 0                | CV Melilla                       | 29               | 22                       | 22               |                  |                  |                            |                          |             |             |             |             |             |             |             |   |                          |       |       |       |       |       |       |       |  |
|  | 0                | CV Melilla                       | 29               | 22                       | 22               |                  | 0                | Grupo Herce Soria Voleibol | 19                       | 18          | 28          |             |             |             |             |             |   |                          |       |       |       |       |       |       |       |  |
|  |                  |                                  |                  |                          |                  |                  |                  | Grupo Herce Soria Voleibol | 19                       | 18          | 28          |             |             |             |             |             |   |                          |       |       |       |       |       |       |       |  |
|  |                  |                                  | 3                | Club Voleibol Guaguas    | 25               | 25               | 30               |                            |                          |             |             |             |             |             |             |             |   |                          |       |       |       |       |       |       |       |  |
|  | 3                | Club Voleibol Guaguas            | 3                | Club Voleibol Guaguas    | 25               | 25               | 30               | 25                         | 25                       | 19          | 25          |             |             |             |             |             |   |                          |       |       |       |       |       |       |       |  |
|  | 3                | Club Voleibol Guaguas            |                  |                          |                  |                  |                  |                            |                          |             |             |             |             |             |             |             |   |                          |       |       |       |       |       |       |       |  |
|  | 1                | Cisneros Alter                   | 20               | 16                       | 25               | 22               |                  |                            |                          |             |             |             |             |             |             |             |   |                          |       |       |       |       |       |       |       |  |
|  | 1                | Cisneros Alter                   | 20               | 16                       | 25               | 22               |                  |                            |                          |             |             |             |             |             |             |             |   |                          |       |       |       |       |       |       |       |  |
|  |                  |                                  |                  |                          |                  |                  |                  |                            |                          |             |             |             |             |             |             |             |   |                          |       |       |       |       |       |       |       |  |

| Predecesor: Copa del Rey 2024 Leganés | Copa del Rey 2025 Zaragoza | Sucesor: Copa del Rey 2026 Por definir |